# Alfa Romeo 2600
Alfa Romeo 2600 ist die Typenbezeichnung für eine von Anfang 1961 bis Herbst 1969 hergestellte Baureihe von Personenkraftwagen des italienischen Automobilherstellers Alfa Romeo. Neben der viertürigen Limousine gehörten ein Coupé von Bertone und ein offener Sportwagen mit Touring-Karosserie zum Werksprogramm, darüber hinaus gab es Sonderversionen von OSI und Zagato.

## Entstehungsgeschichte
1958 führte Alfa Romeo im Segment der oberen Mittelklasse die Baureihe 2000 ein, die zunächst noch neben dem älteren 1900 produziert wurde und diesen im Laufe des Jahres 1959 ablöste. Der Alfa Romeo 2000 wurde zunächst in zwei verschiedenen Karosserieversionen angeboten: als viertürige Limousine (Berlina) und als offener zweitüriger Spider. 1960 kam das zweitürige, viersitzige Coupé Sprint hinzu. Alle Varianten hatten einen Reihenvierzylindermotor mit 1975 cm³ Hubraum, der zwischen 105 und 115 PS leistete. Diese Leistung wurde von den Kunden vielfach nicht als ausreichend angesehen, insbesondere weil die Karosserien aller 2000-Versionen vergleichsweise schwer waren. Um den Kundenwünschen gerecht zu werden, entwickelte Alfa Romeo einen Reihensechszylindermotor mit 2584 cm³ Hubraum, der etwa 30 PS mehr leistete als der bisherige Vierzylinder. Er war ab 1962 erhältlich. Alle Varianten der 2000-Reihe wurden im Laufe des Jahres mit diesem Motor ausgestattet. Die Baureihe erhielt daraufhin die Bezeichnung Alfa Romeo 2600. Die Karosserien der 2000-Reihe wurden im Wesentlichen übernommen; die stilistischen Änderungen waren gering. Im Laufe der Jahre kamen zu den werksseitig angebotenen Varianten noch einige Sondermodelle von OSI und Zagato hinzu.

## Technik

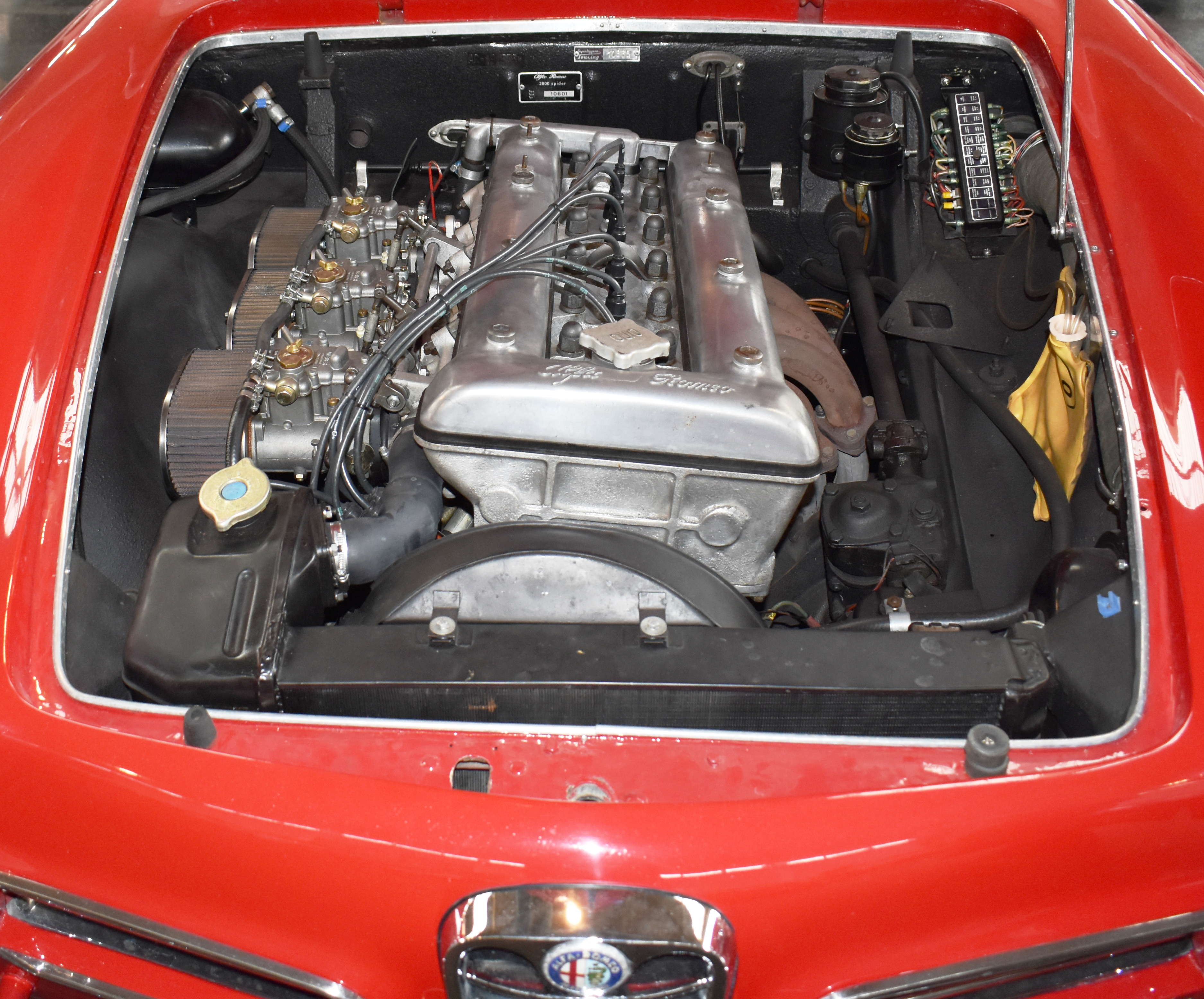
Alfa Romeos Sechszylindermotor (in einem Spider)

Für die 2600-Baureihe entwickelte Alfa Romeo den 2,0-Liter-Vierzylindermotor des 2000 zu einem Sechszylinder weiter, der mit leichten Abweichungen in allen Karosserieversionen verwendet wird.
Die Grundkonstruktion des Sechszylindermotors entspricht der des bisherigen Vierzylinders. Allerdings besteht der Motorblock beim größeren Motor nicht mehr aus Gusseisen, sondern aus einer Aluminiumlegierung. Die Bohrung wurde von 88 auf 79,6 mm und der Hub von 84 auf 83 mm reduziert, zwei Zylinder wurden ergänzt. Daraus ergibt sich ein Hubraum von 2584 cm³. Die beiden obenliegenden Nockenwellen werden von Ketten angetrieben. Die Motorleistung liegt bei 145 PS (Berlina: 130 PS). Die Höchstgeschwindigkeit betrug 200 km/h bzw. für die Berlina 175 km/h. Wie die Vorgänger waren die 2600er serienmäßig mit einem Fünfganggetriebe ausgestattet. An den Vorderrädern wurden Scheibenbremsen eingesetzt. Im Zuge einer im Herbst 1963 erfolgten Modellpflege erhielten auch die Hinterräder Scheibenbremsen.

## Modellvarianten
Der Alfa Romeo 2600 wurde in folgenden Varianten gebaut:

### 2600Berlina

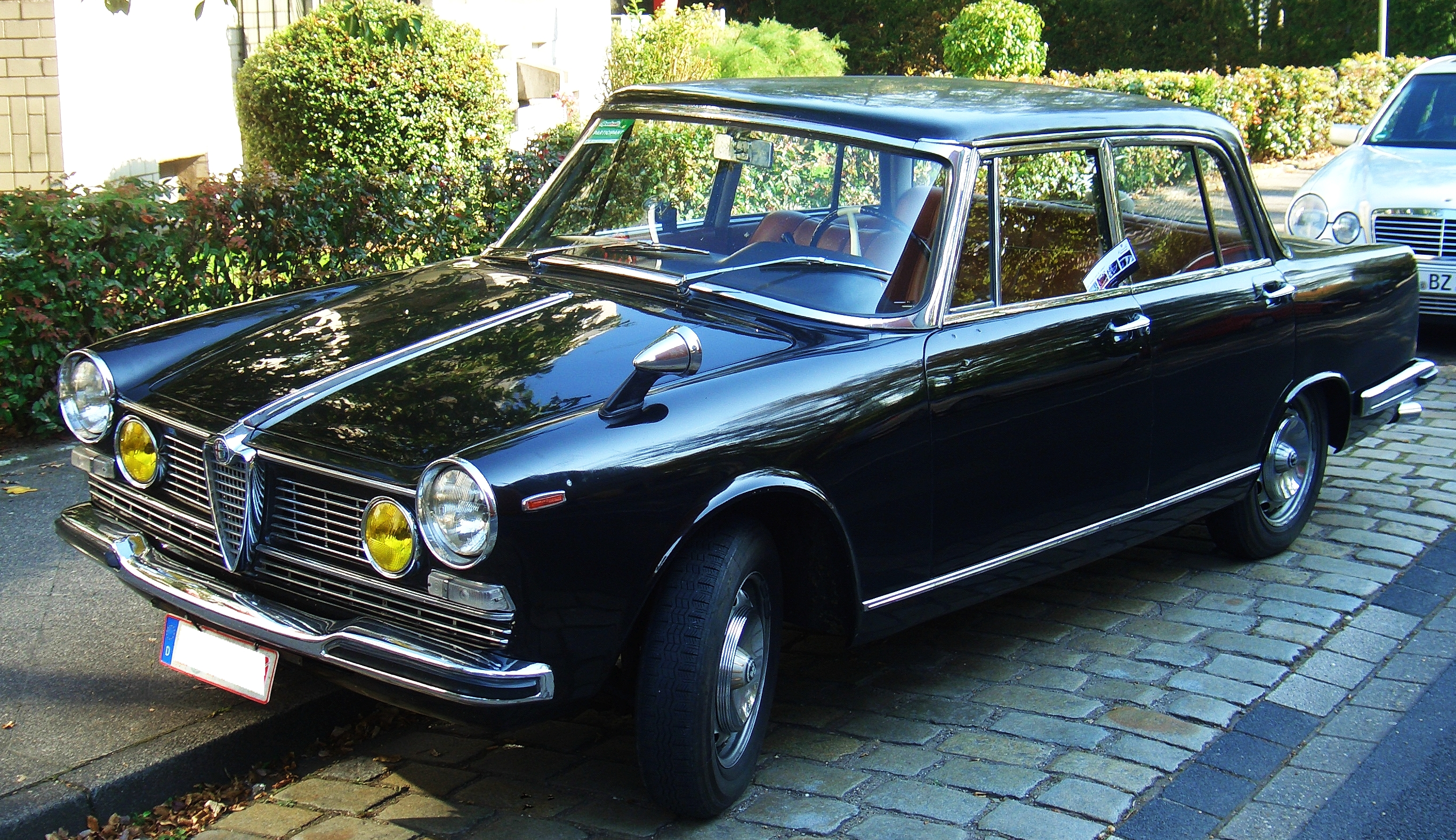
Alfa Romeo 2600 Berlina

Auf dem Genfer Autosalon 1962 stellte Alfa Romeo die 2600 Berlina (interne Bezeichnung: Tipo 106.00) vor, eine viertürige Stufenhimousine, die bis 1969 im Programm blieb. Die Karosserie entsprach weitestgehend der der 1958 eingeführten 2000 Berlina, war aber im Front- und Heckbereich überarbeitet worden. Vorn ist die Kühlerverkleidung größer als bei der 2000 Berlina; sie reicht nun bis zur Mittellinie der großen Frontscheinwerfer. Hinten gibt es keine Heckflossen mehr; die Rückleuchten sind nun in das Heckabschlussblech integriert.
Zum Modelljahr 1964 erfuhr die 2600 Berlina eine technische Überarbeitung. In diesem Zuge wurden Scheibenbremsen an allen vier Rädern eingeführt, und die Lenkradschaltung wurde durch eine Mittelschaltung ersetzt. Zugleich ersetzte Alfa Romeo die vordere Sitzbank durch zwei Einzelsitze.
Die 2600 Berlina wurde zunächst im Alfa-Romeo-Werk Portello, später in Arese gebaut. Das Design der Limousine wurde als streng und zunehmend veraltet wahrgenommen. Die Werks-Berlina war daher nur schwer verkäuflich: Üblicherweise setzte Alfa Romeo nur mittlere dreistellige Stückzahlen pro Jahr ab, sodass bis 1969 insgesamt lediglich etwa 2000 Exemplare entstanden.

### 2600Spider

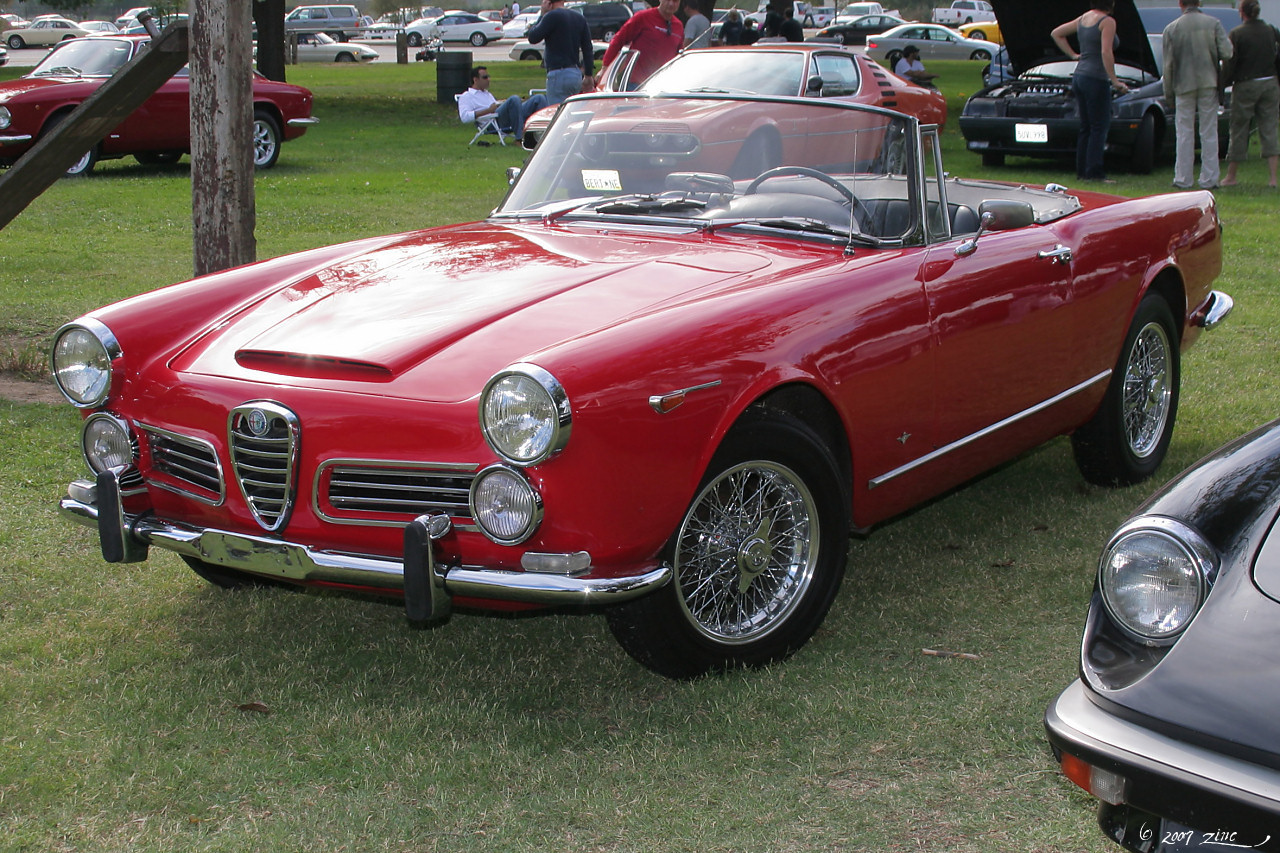
Alfa Romeo 2600 Spider

Die offene, als Spider bezeichnete Version des 2600 (Typ 106.01) hat – wie schon der Vorgänger aus der 2000-Reihe – eine von Touring entworfene Karosserie; verantwortlicher Designer war Carlo Felice Bianchi Anderloni, einer der Inhaber Tourings. Anderloni hatte sich eng an den von Pininfarina gestalteten Giulietta Spider gehalten und für die 2000- bzw. 2600-Baureihe gleichsam eine vergrößerte Version dieses Entwurfs geschaffen. Die Spider-Karosserien wurden in Tourings neuem Werk in Nova Milanese gebaut. Im Gegensatz zu vielen anderen Konstruktionen verzichtete Touring hier auf die Umsetzung ihres Superleggera-Prinzips; der 2600 Spider hat stattdessen eine selbsttragende Stahlkarosserie. Mit 2500 mm ist der Radstand 220 mm kürzer als der der viertürigen Berlina und 80 mm kürzer als der des Sprint. Angetrieben wird der Spider wie der Sprint von der hoch verdichteten Version des Reihensechszylindermotors mit drei Doppelvergasern, die 145 PS leistet.
Die Produktion des Spider endete 1966 mit der Insolvenz Tourings. Bis dahin entstanden fast 2250 Spider.

### 2600Sprint

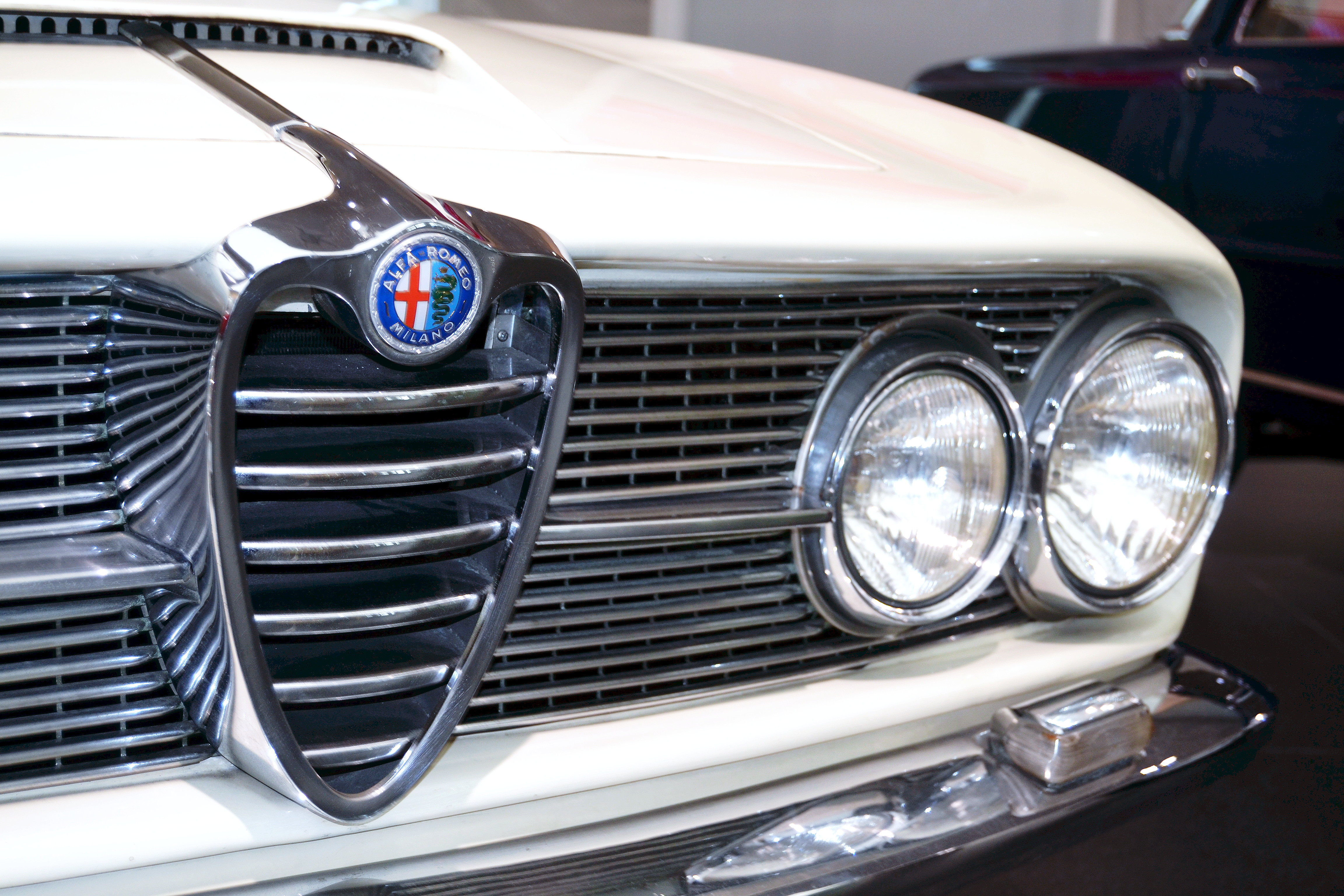
Alfa Romeo 2600 Sprint: Detail der Frontpartie

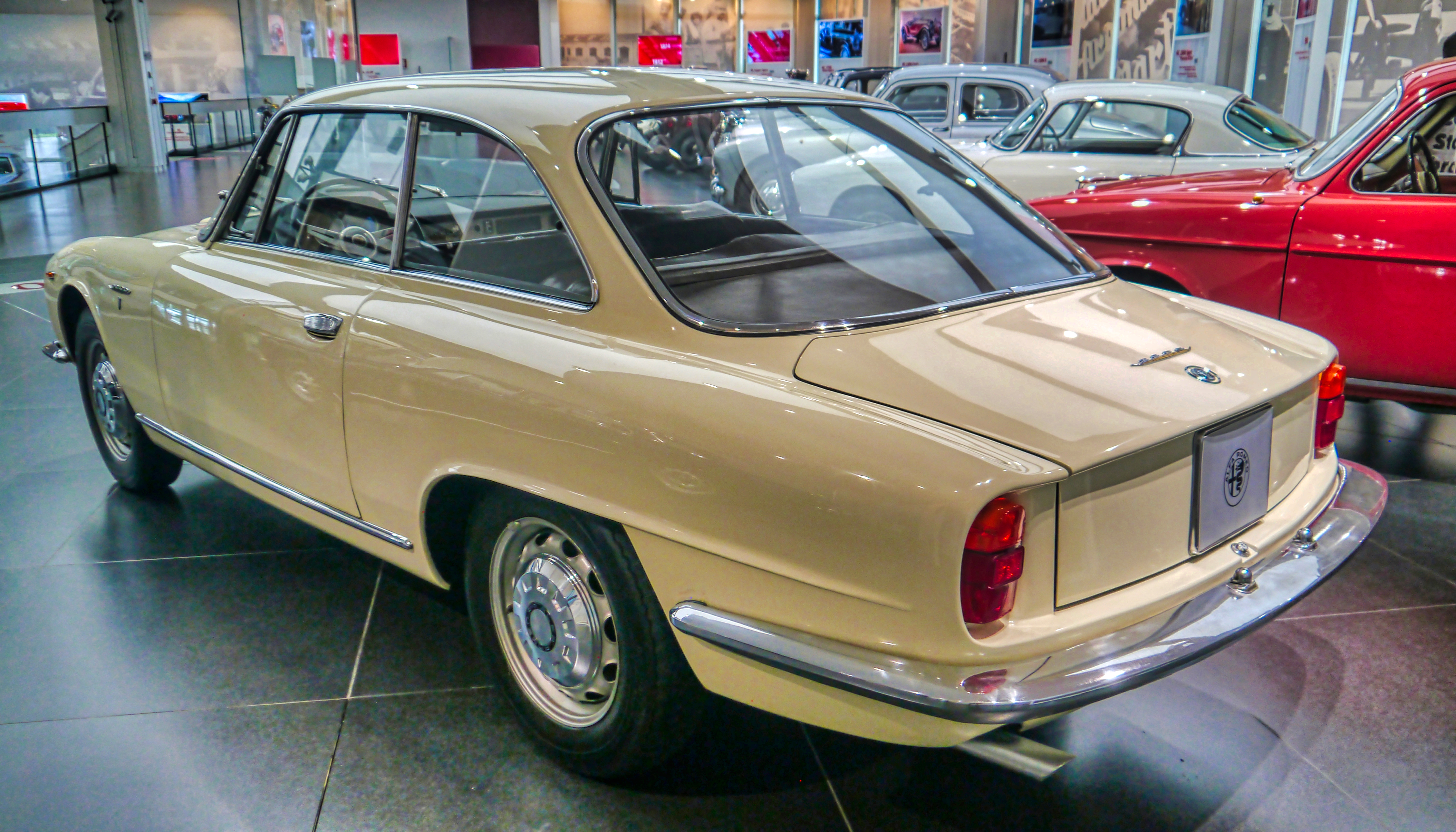
Alfa Romeo 2600 Sprint

Die zweitürige Variante des Alfa Romeo 2600 trägt die Zusatzbezeichnung Sprint (interne Bezeichnung: Tipo 106.02). Die Karosserie des Sprint wurde von Bertone gestaltet; verantwortlich war Giorgio Giugiaro, der mit diesem Modell sein erstes Projekt als Bertones Chefdesigner verwirklichte. Der Aufbau des 2600 Sprint ist weitestgehend identisch mit dem 1960 eingeführten 2000 Sprint; der größte äußerliche Unterschied ist ein zusätzlicher Lufteinlass auf der Motorhaube des 2600. Das glattflächige Design des Sprint hat „sauberere Linien als der Spider“. Die Fahrgastzelle ist mit einer stark geneigten Heckscheibe als Semi-Fastback gestaltet; der senkrechte Kofferraumabschluss bildet ein abgeschnittenes Kammheck. An der Wagenfront sind runde Doppelscheinwerfer eingebaut, in der Mitte der vergitterten Kühleröffnung befindet sich Alfa Romeos Scudetto.
Technisch nutzt der 2600 Sprint die gleiche Plattform und das gleiche Fahrwerk wie der 2600 Berlina, allerdings ist der Radstand auf 2580 mm verkürzt. Angetrieben wird der 2600 Sprint von der hoch verdichteten Version des Reihensechszylindermotors mit drei Doppelvergasern, die 145 PS leistet. Damit erreichte das Auto nach Werksangaben eine Höchstgeschwindigkeit von 200 km/h.
Der viersitzige Sprint war als Gran Turismo ausgelegt. Er konkurrierte unter anderem mit dem von Sergio Sartorelli für Ghia entworfenen Fiat 2300 Coupé und Pininfarinas Lancia Flaminia. Ein Autor beschreibt den Kundenkreis des Sprint mit „Leuten, denen ein Fiat zu profan, ein Lancia zu behäbig und ein Ferrari zu teuer war“.
Der 2600 Sprint wurde bei Bertone in Turin gebaut. Die Produktion endete 1966. Bis dahin waren mehr als 6000 Autos entstanden. Die Quellen weichen hinsichtlich des Produktionsumfangs stark voneinander ab. Eine Quelle spricht von 6402 Fahrzeugen, andere von bis zu 6999 Autos. In Deutschland bot Alfa Romeo den Sprint 1963 für 27.950 DM an; zur gleichen Zeit kostete ein Mercedes-Benz 230 SL 21.650 DM.

### 2600 Sprint Zagato

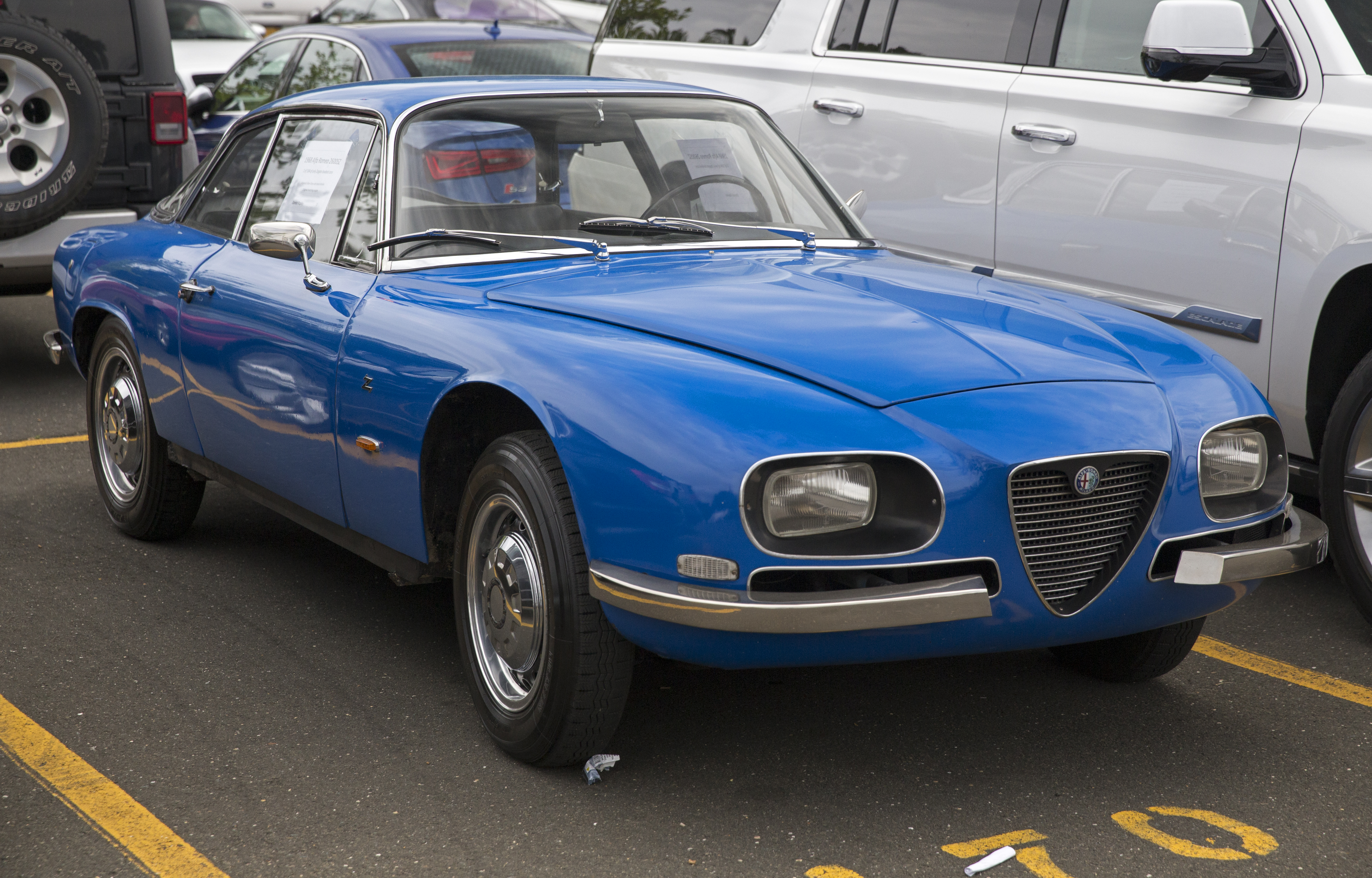
Alfa Romeo 2600 Sprint Zagato

Im Sommer 1965 stellte das Mailänder Karosseriewerk Zagato auf der IAA in Frankfurt mit dem 2600 Sprint Zagato (alternativ: SZ) eine weitere Variante der 2600-Baureihe vor, die werksintern als Tipo 106.12 bezeichnet wurde. Technisch basiert Zagatos Coupé auf der kurzen Bodengruppe des 2600 Sprint bzw. Spider; er hat auch deren 145 PS starken Motor mit drei Doppelvergasern. Der Sprint Zagato hat eine eigenständige, von Ercole Spada entworfene Karosserie, die – anders als bei Zagato üblich – nicht aus Aluminium, sondern aus gepresstem Stahlblech besteht.
Der Sprint Zagato ist mit einer Gesamthöhe von 1290 mm etwa 100 mm niedriger als Bertones Sprint. An der Frontpartie sind rechteckige Scheinwerfer installiert. Die vordere Stoßstange ist zweigeteilt. In der Mitte der Frontpartie ist ein großes Alfa-Scudetto untergebracht. Zagatos Sprint hat eine fließend auslaufende Dachpartie mit einer großen hinteren Panoramascheibe. Der Heckabschluss ist senkrecht im Stil eines Kammhecks gestaltet. Der Sprint Zagato ist etwa 80 kg leichter als der reguläre Sprint von Bertone. Die Höchstgeschwindigkeit des Sprint Zagato liegt ebenso wie die des Bertone-Sprint bei 197 km/h. Insgesamt wurden nur 105 Sprint Zagat gebaut. Eines der Autos wurde neu an die Schauspielerin Sophia Loren ausgeliefert.

### 2600Berlina De Luxe

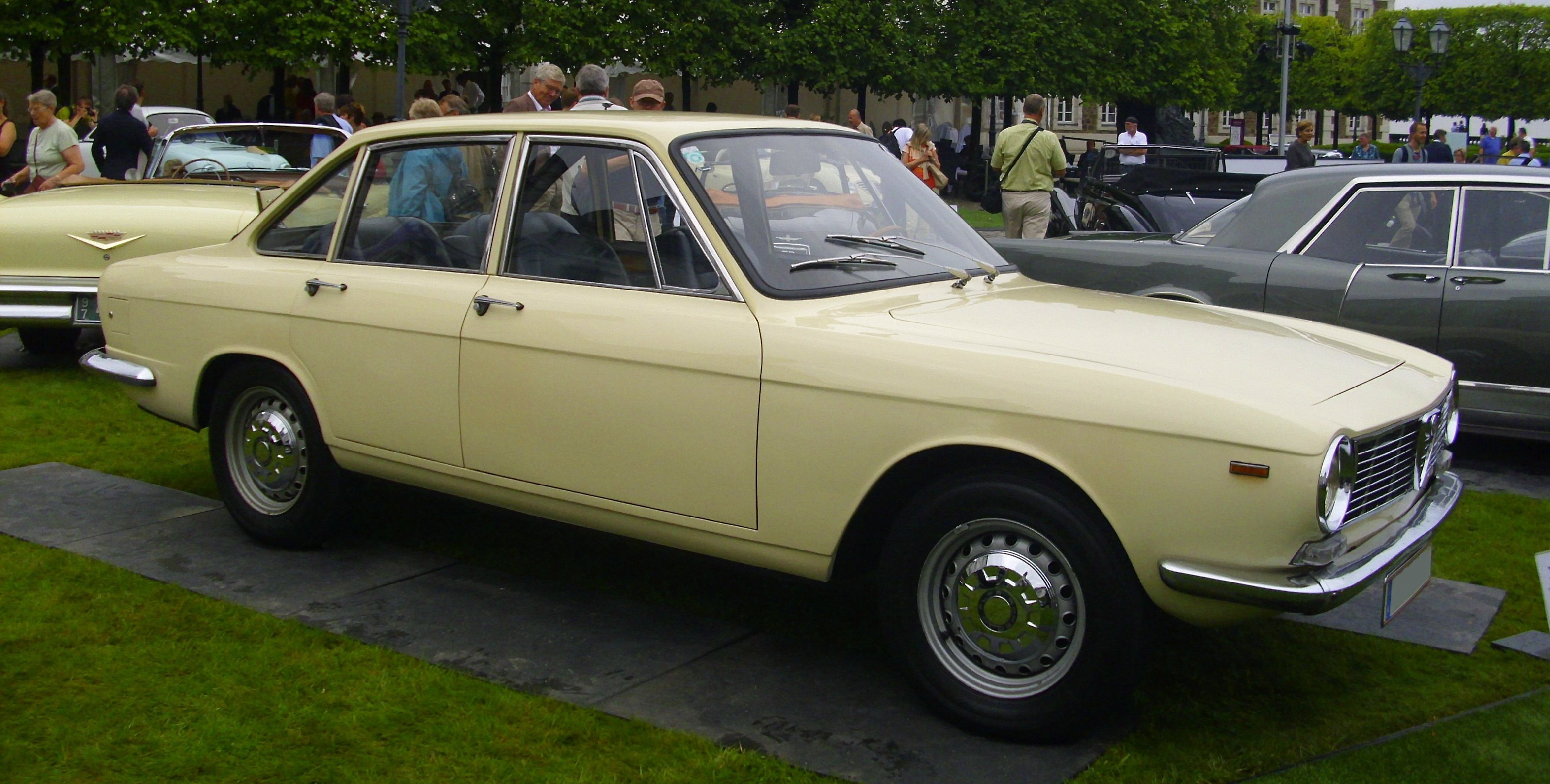
Alfa Romeo 2600 Berlina De Luxe

Auf dem Genfer Autosalon 1965 stellte das eng mit Ghia verbundene Karosseriewerk OSI eine von Giovanni Michelotti entworfene viertürige Limousine vor, die die technische Basis der 2600 Berlina nutzte, aber eine gänzlich eigenständige Karosserie hat. Der Wagen war ursprünglich als bloße Designstudie gedacht; nachdem Alfa Romeo ihn aber auf dem Turiner Autosalon im Herbst 1965 auf dem eigenen Stand präsentiert hatte, kam es 1966 und 1967 zu einer begrenzten Serienproduktion des nun Berlina De Luxe genannten Wagens. Die Berlina De Luxe wurde zwei Jahre lang neben der Werks-Berlina angeboten, verkaufte sich aber schlecht. Bis 1967 ließen sich nur 54 Autos absetzen. Eines davon ging an den Schah von Persien. Einige Autoren führen den mangelnden Erfolg auf die „zu schlichte und zu anonyme“ Form der Limousine zurück.

## Nachfolger
Ende 1965 wurde die Fertigung des 2600 Spider eingestellt. Ende 1966 die des Sprint, während die Produktion der Berlina im Herbst 1969 endete.
Zunächst gab es keinen Nachfolger mit Sechszylindermotor. Erst im Frühjahr 1979 erschien mit dem Alfa 6 wieder ein „großer Alfa“, allerdings mit einem V6-Motor. Heute sind abgesehen von der Berlina, die inzwischen fast völlig verschwunden ist, die Modelle der 2600er-Reihe beliebte Oldtimer, die neben einem attraktiven Design auch eine sehr fortschrittliche Technik auszeichnet.

## Stückzahlen
Für damalige Verhältnisse waren die Preise bei allen 2600-Modellen relativ hoch (Sprint 1962: 25.000 DM / 155.000 ÖS / 26.000 SFr.), entsprechend niedrig waren die verkauften Stückzahlen, wobei in der Literatur auch leicht abweichende Zahlen auftauchen.
| Modell  | Stückzahl |
| ------- | --------- |
| Berlina | 1513      |
| Spider  | 2152      |
| Sprint  | 6402      |
| Zagato  | 105       |
| OSI     | 54        |

## Technische Daten
| Alfa Romeo 2600:                 | Berlina                                                                       | OSI                                                                           | Sprint                                                                        | Spider                                                                        | SZ                                                                            |
| -------------------------------- | ----------------------------------------------------------------------------- | ----------------------------------------------------------------------------- | ----------------------------------------------------------------------------- | ----------------------------------------------------------------------------- | ----------------------------------------------------------------------------- |
| Motor:                           | 6-Zylinder-Reihenmotor (Viertakt)                                             | 6-Zylinder-Reihenmotor (Viertakt)                                             | 6-Zylinder-Reihenmotor (Viertakt)                                             | 6-Zylinder-Reihenmotor (Viertakt)                                             | 6-Zylinder-Reihenmotor (Viertakt)                                             |
| Hubraum:                         | 2584 cm³                                                                      | 2584 cm³                                                                      | 2584 cm³                                                                      | 2584 cm³                                                                      | 2584 cm³                                                                      |
| Bohrung × Hub:                   | 83 × 79,6 mm                                                                  | 83 × 79,6 mm                                                                  | 83 × 79,6 mm                                                                  | 83 × 79,6 mm                                                                  | 83 × 79,6 mm                                                                  |
| Leistung bei 1/min:              | 95 kW (130 PS) bei 5900                                                       | 95 kW (130 PS) bei 5900                                                       | 107 kW (145 PS) bei 5900                                                      | 107 kW (145 PS) bei 5900                                                      | 107 kW (145 PS) bei 5900                                                      |
| Max. Drehmoment bei 1/min:       | 209 Nm bei 3400                                                               | 209 Nm bei 3400                                                               | 197 Nm bei 4000                                                               | 197 Nm bei 4000                                                               | 197 Nm bei 4000                                                               |
| Gemischaufbereitung:             | 2 Fallstrom-Doppelvergaser Solex 32 PAIA 4                                    | 2 Fallstrom-Doppelvergaser Solex 32 PAIA 4                                    | 3 Horizontal-Doppelvergaser Solex 44 PHH                                      | 3 Horizontal-Doppelvergaser Solex 44 PHH                                      | 3 Horizontal-Doppelvergaser Solex 44 PHH                                      |
| Ventilsteuerung:                 | DOHC, Kette                                                                   | DOHC, Kette                                                                   | DOHC, Kette                                                                   | DOHC, Kette                                                                   | DOHC, Kette                                                                   |
| Kühlung:                         | Wasserkühlung                                                                 | Wasserkühlung                                                                 | Wasserkühlung                                                                 | Wasserkühlung                                                                 | Wasserkühlung                                                                 |
| Getriebe:                        | 5-Gang-Getriebe, Lenkradschaltung                                             | 5-Gang-Getriebe, Mittelschaltung                                              | 5-Gang-Getriebe, Mittelschaltung                                              | 5-Gang-Getriebe, Mittelschaltung                                              | 5-Gang-Getriebe, Mittelschaltung                                              |
| Radaufhängung vorn:              | je zwei ungleich lange Dreieckslenker, Schraubenfedern                        | je zwei ungleich lange Dreieckslenker, Schraubenfedern                        | je zwei ungleich lange Dreieckslenker, Schraubenfedern                        | je zwei ungleich lange Dreieckslenker, Schraubenfedern                        | je zwei ungleich lange Dreieckslenker, Schraubenfedern                        |
| Radaufhängung hinten:            | Starrachse, Längslenker, Schraubenfedern                                      | Starrachse, Längslenker, Schraubenfedern                                      | Starrachse, Längslenker, Schraubenfedern                                      | Starrachse, Längslenker, Schraubenfedern                                      | Starrachse, Längslenker, Schraubenfedern                                      |
| Bremsen:                         | Vierrad-Scheibenbremsen, Durchmesser v./h. 31,6/32,8 cm, Bremskraftverstärker | Vierrad-Scheibenbremsen, Durchmesser v./h. 31,6/32,8 cm, Bremskraftverstärker | Vierrad-Scheibenbremsen, Durchmesser v./h. 31,6/32,8 cm, Bremskraftverstärker | Vierrad-Scheibenbremsen, Durchmesser v./h. 31,6/32,8 cm, Bremskraftverstärker | Vierrad-Scheibenbremsen, Durchmesser v./h. 31,6/32,8 cm, Bremskraftverstärker |
| Lenkung:                         | Schneckenlenkung                                                              | Schneckenlenkung                                                              | Schneckenlenkung                                                              | Schneckenlenkung                                                              | Schneckenlenkung                                                              |
| Karosserie:                      | Stahlblech, selbsttragend                                                     | Stahlblech, selbsttragend                                                     | Stahlblech, selbsttragend                                                     | Stahlblech, selbsttragend                                                     | Stahlblech, selbsttragend                                                     |
| Spurweite vorn/hinten:           | 1400/1370 mm                                                                  | 1400/1370 mm                                                                  | 1400/1370 mm                                                                  | 1400/1370 mm                                                                  | 1400/1370 mm                                                                  |
| Radstand:                        | 2720 mm                                                                       | 2720 mm                                                                       | 2580 mm                                                                       | 2500 mm                                                                       | 2500 mm                                                                       |
| Abmessungen:                     | 4700 × 1700 × 1405 mm                                                         | 4800 × 1770 × 1405 mm                                                         | 4580 × 1710 × 1380 mm                                                         | 4500 × 1690 × 1380 mm                                                         | 4400 × 1630 × 1300 mm                                                         |
| Leergewicht:                     | 1420 kg                                                                       | 1400 kg                                                                       | 1340 kg                                                                       | 1280 kg                                                                       | 1250 kg                                                                       |
| Höchstgeschwindigkeit:           | 175 km/h                                                                      | 175 km/h                                                                      | 200 km/h                                                                      | 200 km/h                                                                      | 210 km/h                                                                      |
| 0–100 km/h:                      | nicht angegeben                                                               | nicht angegeben                                                               | nicht angegeben                                                               | nicht angegeben                                                               | nicht angegeben                                                               |
| Verbrauch (Liter/100 Kilometer): | 16,9 S (CUNA-Norm)                                                            | 16,9 S (CUNA-Norm)                                                            | 14,5 S (DIN-Norm)                                                             | 14,5 S (DIN-Norm)                                                             | 14,5 S (DIN-Norm)                                                             |
| Preis 1966 (Schweiz, SFr):       | 21.250                                                                        | --                                                                            | 27.850                                                                        | 24.150                                                                        | 34.500                                                                        |